# Jimmy Panetta
James Varni Panetta, detto Jimmy (Washington, 1º ottobre 1969), è un politico statunitense, rappresentante dello Stato della California alla Camera dei Rappresentanti.

## Biografia
Figlio del noto politico democratico Leon Panetta, Jimmy Panetta si laureò in legge alla Santa Clara University School of Law, successivamente prestò servizio nella marina militare e svolse il ruolo di vice procuratore distrettuale della Contea di Monterey.
Nel 2016, dopo che il deputato Sam Farr annunciò il suo ritiro dalla Camera dei Rappresentanti, Panetta si candidò per succedergli come deputato per il ventesimo congresso distrettuale della California e riuscì a vincere battendo l'avversario repubblicano Casey Lucius nelle elezioni generali di novembre. I deputati democratici lo scelsero quindi subito dopo il suo insediamento come coordinatore dell'area del Centro-nord della California, delle Hawaii e delle isole del Pacifico.